# Свиново (Псковська область)
Свиново (рос. Свиново) — присілок в Питаловському районі Псковської області Російської Федерації.
Населення становить 49 осіб. Входить до складу муніципального утворення Гавровська волость.

## Історія
Від 2015 року входить до складу муніципального утворення Гавровська волость.

## Населення
| 2001 | 2002 | 2010 |
| ---- | ---- | ---- |
| 54   | ↗72  | ↘49  |